# 保義可汗
保義可汗（8世纪？—821年4月2日），𨁂跌氏，是回鹘汗国的第九任可汗，怀信可汗庶长子。
长寿天亲可汗时，率军抗击东犯之黠戛斯，获胜。791年，西讨击败吐蕃，占领了北庭，解龟兹之围，进军至珍珠河，乘胜击败葛逻禄、突骑施，拓境至拔汗那，势力达到费尔干纳盆地。808年，滕里可汗去世，他继立为爱登里囉汩没蜜施合毗伽可汗。唐朝遣宗正少卿李孝诚册封他为保義可汗。保義可汗继承唐朝成为漠北和西域的天可汗。811年，遣使伊难珠向唐朝请求和亲，唐宪宗没有允许，怀怨，率三千骑至唐边地相胁。820年，遣使合达干再求和亲，唐穆宗初立，允其请。唐長慶元年二月二十六日（821年4月2日），保義可汗死，子崇德可汗继位。